# Vladimír Andrs
Vladimír Andrs (* 12. Mai 1937 in Prag; † 17. Juni 2018) war ein tschechoslowakischer Ruderer. Er gewann eine olympische Bronzemedaille und war 1963 Europameister.

## Sportliche Karriere
Der 1,76 m große Vladimír Andrs belegte bei den Europameisterschaften 1961 vor heimischem Publikum in Prag den zweiten Platz im Einer hinter Wjatscheslaw Iwanow aus der Sowjetunion und vor Seymour Cromwell aus den Vereinigten Staaten. Zwei Jahre später trat er bei den Europameisterschaften 1963 in Kopenhagen zusammen mit Pavel Hofmann im Doppelzweier an. Die beiden siegten vor dem US-Doppelzweier mit Seymour Cromwell und Donald Spero sowie Oleg Tjurin und Boris Dubrowski aus der Sowjetunion.
Bei den Olympischen Spielen 1964 in Tokio gewannen Andrs und Hofmann den dritten Vorlauf vor den Booten aus Belgien und Frankreich und zogen damit direkt in das Finale ein. Im Finale siegten Oleg Tjurin und Boris Dubrowski mit drei Sekunden Vorsprung vor Seymour Cromwell und James Storm. Eine Sekunde hinter den Amerikanern erreichten die beiden Ruderer aus der Tschechoslowakei als Dritte das Ziel mit über zehn Sekunden Vorsprung vor den viertplatzierten Schweizern Melchior Bürgin und Martin Studach.